# Juckema (borg)
Juckema was een borg ten noorden van het dorp Zeerijp in de Nederlandse provincie Groningen. De borg lag in het streekje De Groeve, op de plek van de huidige boerderij Ju(c)k(k)emaheerd (Garsthuizerweg 1). Vanaf het dorp liep tot ongeveer 1750 een laan richting de borg (Juckemalaan), die in de loop van de 20e eeuw grotendeels is verdwenen.

## Geschiedenis
In 1634 wordt Juckema voor het eerst genoemd toen Maurits Ripperda deze heerd erfde van zijn vader Adolf Ripperda van Peize. Niet lang hierna zal deze heerd zijn uitgegroeid tot een borg. Hij trouwde met Margareta Clant van Menkema. Maurits schonk aanzienlijke bedragen aan de Jacobuskerk ter bekostiging van een nieuw orgel en een nieuwe preekstoel. Na zijn dood in 1665 werd hij hiervoor herdacht met een rouwbord, het eerste dat in de Jacobuskerk werd opgehangen. Zijn dochter Margaretha Clant trouwde met Derk Jacob Clant van Nijenstein, maar overleed al in 1670, waarna haar man nog enkele jaren op de borg woonde. In 1672 werd hij aangeslagen voor de 100e penning ter bekostiging van het Gronings Ontzet, wat neerkwam op ongeveer 1000 gulden. Daarmee was hij verreweg de rijkste man van Zeerijp; de borgheren van Boukuma en Haykema hoefden elk slechts 500 gulden te betalen en die van Eelsum komt zelfs helemaal niet voor onder de aangeslagenen. In 1675 kocht Derk de Hanckemaborg in Zuidhorn en ging daar wonen. In 1682 werd Juckema door hem geschonken aan zijn zoon Edzard Jacob Clant (II), die echter een jaar later overleed. In 1687 schonk Derk het vervolgens aan zijn net volwassen zoon Maurits Clant. Ondanks dat Derk zich had gevestigd in Zuidhorn werd zijn rouwbord na zijn dood in 1700 niet opgehangen in de kerk van Zuidhorn (waarvoor hij wel een preekstoel liet maken met zijn wapen), maar in de Jacobuskerk. Zijn zoon Maurits verliet na zijn dood de borg, die vervolgens in tweeën werd gesplitst: De ene helft kwam in handen van zijn zus Allegonda Maria Clant en de andere helft ging naar de dochter van zijn zusje Baudewina (getrouwd met Gerhard Horenken van Dijksterhuis), Margareta Josina Horenken. In 1704 trouwde Margareta met Willem Alberda van Menkema, waardoor Menkema en Dijksterhuis in een hand kwamen. In het jaar erop overleed Margareta echter in het kraambed. Willem verkocht in 1711 zijn deel van de borg aan Lambert Tjarda van Starkenborgh van Onstaborg. Deze was inmiddels getrouwd met de eerder genoemde Allegonda Maria Clant waardoor de borg weer in een hand kwam. Lambert en Allegonda woonden echter elders en verkochten de borg daarom al een jaar later (in 1712) aan Jan Jansen en Anje Eppens, die de borg kort daarop lieten afbreken. Later werd op de plek van de borg de boerderij Juckemaheerd gebouwd.